# Theophan (Bischof, 1815)

Theophan Goworow

Hl. Bischof Theophan der Klausner

Theophan Goworow (russisch Феофан Говоров / Feofan Goworow, auch Феофан Затворник / Feofan Satwornik, „Theophan der Klausner“, bürgerlicher Name Георгий Васильевич Говоров / Georgi Wassiljewitsch Goworow; * 10. Januarjul. / 22. Januar 1815greg. in Tschernawsk; † 6. Januarjul. / 18. Januar 1894greg. in Wyscha) war ein russischer Geistlicher, von 1859 bis 1863 Bischof in Tambow und von 1863 bis 1866 Bischof in Wladimir. Er wird von der Russisch-Orthodoxen Kirche als Heiliger verehrt und gilt als ein besonders ehrwürdiger Starez.

## Leben
Georgi wurde in Tschernawsk (Kreis Jelez, Gouvernement Orjol) geboren. Sein Vater war der Priester dieses Ortes, Wassili Timofeewitsch Goworow, seine Mutter hieß Tatjana Iwanowna. Er hatte drei Schwestern und drei Brüder. Ab 1823 lernte er an der Geistlichen Lehranstalt in Liwny und ab 1829 am Geistlichen Seminar in Orjol. Die Geistliche Akademie in Kiew nahm ihn 1837 als Studenten auf. Am 15. Februar 1841 erhielt er bei der Mönchsweihe den Namen Theophan. Sein Namenspatron war Theophanes, der Bekenner im Ikonenstreit. Am 1. Juli 1841 wurde er zum Priestermönch geweiht. 1842 wurde er Inspektor und Dozent am Geistlichen Seminar in Nowgorod. 1844 wurde er Bakkalaureus für Moral- und Pastoraltheologie an der Geistlichen Akademie in St. Petersburg. 1847 reiste er nach Jerusalem und wurde auf eigenen Wunsch Mitglied der dortigen Russisch-Orthodoxen Geistlichen Mission unter der Leitung von Archimandrit Porphyrius Uspenski. In der Bibliothek des Klosters des heiligen Sabas schrieb er griechische Vätertexte ab und legte damit den Grundstein für seine spätere Übermittlung der monastischen Vätertheologie in Russland. 1854 kehrte er nach Russland zurück, wurde zum Archimandrit ernannt und war 1855 Rektor des Geistlichen Seminars in Olonez. 1856 wurde er Vorsteher der Kirche an der Russischen Botschaft in Konstantinopel. 1857 wurde er Rektor der Geistlichen Akademie in St. Petersburg. Am 1. Juni 1859 wurde er zum Bischof von Tambow und Schazk geweiht. 1863 wurde er Bischof von Wladimir und Susdal. 1866 zog er sich in das Kloster Wyscha zurück. Hier lebte er ab 1873 als Klausner. Theophan war ein überaus fruchtbarer Schriftsteller. Sein Werkverzeichnis umfasst 505 Titel. Veröffentlicht wurden seine Predigten, die er in St. Petersburg, Tambow und Wladimir gehalten hatte, außerdem seine umfangreiche Korrespondenz. Er schrieb literarische Briefe, in denen er den Weg zum Heil schilderte. Daraus erwuchs sein moraltheologisches Hauptwerk. Er kommentierte einige Psalmen und die Briefe des Apostels Paulus. Am weitesten verbreitet war seine Übersetzung der Philokalie: Dobrotoljubie. Theophan starb 1894.

## Gedenken
Seit Einführung des Evangelischen Namenkalenders im Jahre 1969 erinnert die Evangelische Kirche in Deutschland an Theophan. Sein evangelischer Gedenktag ist der 5. Januar. 1988 wurde er von der Russisch-Orthodoxen Kirche kanonisiert (heiliggesprochen). Sein orthodoxer Gedenktag ist am 10./23. Januar.

## Werke (Auswahl)
- Tschetyre besedy po rukowodstvu knigi „Pastyr“ swjatago Ermy, Moskau 1884.
- Tschto est duchownaja schizn i kak na nejo nastroitsja?, Moskau 1878.
- Dobrotoljubie (Philokalie), 5 Bde., Moskau 1877–1890.
- Drewnie inotscheskie ustawy, Moskau 1892.
- Duscha i Angel – ne telo, a duch, Tambow 1868.
- Ewangelskaja istorija o Boge Syne, woplotiwschemsja naschego radi spasenija, Moskau 1885.
- Istolkowanie molitvy Gospodnej slowami swjatych otzev, Moskau 1896.
- Istolkowatelnyj sto osmnadzatyj psalom, St. Petersburg 1877.
- Miterikon. Sobranie nastawlenij awwy Isaii wsetschestnoj inokine Feodore, Moskau 1891.
- Mysli na kaschdyj den goda po zerkovnym tschtenijam is slowa Boschija, Moskau 1881.
- Napominanie wsetschestnym inokinjam o tom, tschto trebuet ot nich inotschestvo, Moskau 1892.
- Natschertanie christianskago nrawoutschenija, Moskau 1891.
- Newidimaja bran, Moskau 1886.
- O prawoslawii s predostereschenijami ot pogreschnostej protiw nego, Moskau 1881.
- Pisma k rasnym lizam o raznych predmetach wery i schizni, Moskau 1882.
- Pisma o christianskoj schizni, St. Petersburg 1860.
- Pisma o duchovnoj schizni, St. Petersburg 1872.
- Prepodobnyj awwa Isaija, Moskau 1883.
- Psaltir, ili Bogomyslennye rasmyschlenija swjatago otza naschego Efrema Sirina, Moskau 1874.
- Put' ko spaseniju. Kratkij otscherk asketiki, St. Petersburg 1868.
- Sbornik asketitscheskich pisanij, iswletschennych is paterikow obiteli swjatago Sawwy oswjaschtschennago, Moskau 1891.
- Slowa k Tambowskoj pastwe, 2 Bde., St. Petersburg 1861; Moskau 1867.
- Slowa k Wladimirskoj pastwe, Wladimir 1869.
- Slowa prepodobnago Simeona Nowago Bogoslowa, 2 Bde., Moskau 1879.1882.
- Slowa S.-Peterburgskoj Duchownoj akademii, St. Petersburg 1859.
- Sobranie pisem, 8 Bde., Moskau 1898–1901.
- Sobranie pisem. Is neopublikowannogo, Moskau 2001, ISBN 5-7533-0123-1.
- Swjatoj Antonij Welikij, Moskau 1883.
- Swjatootetscheskoe nastawlenie o molitwe i treswenii, ili o wnimanii w serdze k Bogu, Moskau 1881.
- Tolkowanie na psalmy 1-j, 2-j i 51-j, Moskau 1881.
- Tolkowanie poslanij sw. apostola Pawla, 10 Bde., Moskau 1875–1896.
- Tridzat tretij psalom, Moskau 1871.
- Der Weg zur Rettung. Eine Anleitung, Übers. v. J.A.Wolf, Apelern 2004, ISBN 3-937912-00-2.
- Lo spirito e il cuore, Übers. v. T.Špidlík, Mailand 2003, ISBN 88-315-2525-5.
- Meterikon. Die Weisheit der Wüstenmütter, Übers. v. M.Bagin, Augsburg 2004, ISBN 3-936484-32-5.
- Pour garder la flamme. Instructions aux moniales sur les obligations de leur vie monastique, Übers. v. S.Marchal, Lausanne 2001, ISBN 2-8251-1541-X.
- Povzbuzení k duchovnímu životu. Korespondence, Übers. v. P.Otýpková, Olmütz 2004, ISBN 80-86715-33-7.
- Raising them Right, Übers. v. Seraphim (Rose), Ben Lomond 22000, ISBN 0-9622713-0-6.
- Turning the Heart to God, Übers. v. Ioana (Zhiltsov) u. K.Kaisch, Ben Lomond 2001, ISBN 1-888212-22-5.
- Unseen Warfare, Übers. v. E.Kadloubovsky u. G.E.H.Palmer, Crestwood 32000, 0-913836-52-4.